# Споменик Бранку Kрсмановићу у Параћину
Споменик Бранку Kрсмановићу, народном хероју и учеснику Шпанског грађанског рата и Народноослободилачке борбе народа Југославије подигнут је 1981. године у самом центру Параћина. Подигнут је на 40 година од погибије Kрсмановића и устанка народа Југославије против фашизма.
Бранко Kрсмановић, који је рођен 1915. године у Доњој Мутници за народног хероја проглашен је 30 година касније.
Након повезивања са комунистима и на позив Јосипа Броза Тита, Kрсмановић се током Шпанског грађанског рата борио на страни републиканске владе, против Франкових фашиста, где је стекао чин капетана шпанске републиканске армије. Након што је побуна угушена и у Шпанији успостављен фашистички режим, Kрсмановић је после краћег боравка у затвору у Београду, враћен у Параћин 1941. године где је неко време провео у кућном притвору.
Иако је споменик космајским војницима подигнут још 1971. године, тек 10 година касније у Параћину на великом тргу који се у доњем делу претвара у парк подигнут је споменик Бранку Kрсмановићу. Аутор споменика је академски вајар Ото Лого, један од заступљенијих вајара 20. века. Издигнут на плато са степеницама, споменик народном хероју направљен је у натприродној величини.